# Candice LeRae
Candice LeRae Dawson (Riverside, California, 29 de septiembre de 1985) es una luchadora profesional estadounidense. Actualmente trabaja para la empresa WWE, donde se presenta en la marca SmackDown, además de ser la inaugural Campeona Speed Femenina de WWE.
Candice también es recordada por su trabajo en el circuito independiente, en especial por sus labores para Pro Wrestling Guerrilla (PWG), donde sobresalió por haber ostentado una vez el Campeonato Mundial en Parejas de PWG, siendo además la única competidora femenina en la historia de la promoción en haberlo obtenido. También destaca un reinado como Campeona Femenina en Parejas de NXT junto a Indi Hartwell.

## Carrera

### Inicios (2002–2007)
Dawson luchó los primeros dos años de su carrera para el Empire Wrestling Federation (EWF) y el International Wrestling Council. Apareció como sustituta en una ronda de una lucha del torneo ChickFight de 2004, reemplazando a Chevius que se encontraba lesionada, pero perdió ante Princesa Sugehit. Durante 2005, LeRae siguió en EWF enfrentando luchadores como Hurricane Havana, Kia Stevens y Shane Patterson, siguió compitiendo para la empresa hasta inicios del 2006, mientras luchaba para All-Pro Wrestling y Ground Zero Wrestling. 
En 2007 LeRae se fue a Midwestern Estados Unidos, donde llucho para Insanity Pro Wrestling y Ring of Honor (ROH), teniendo dos luchas para esta última, las cuales perdió ante Sara Del Rey y Daizee Haze, ambas fueron dark matches del 10 y 24 de agosto respectivamente.

### Pro Wrestling Guerrilla (2006–2016)
LeRae debutó en Pro Wrestling Guerrilla (PWG) en 2006, cuando fue puesta en un equipo que se enfrentaría a otro que era dirigido por Jade Chung en una lucha de cuatro contra cuatro, saliendo victorioso su equipo. En abril de 2007 regreso como la valet de Human Tornado y su primer storyline estelar comenzaría en septiembre del mismo año, este trataba de que Tornado abusaba de Candice por lo que LeRae haría perder a Tornado en una lucha importante en PWG Battle of Los Angeles (2007); en seguida de terminar la lucha Tornado comenzó a atacar a Candice, hasta que Kassius Ohno salió a rescatarla, como resultado, Ohno y LeRae se unieron para atacar a Tornado. 

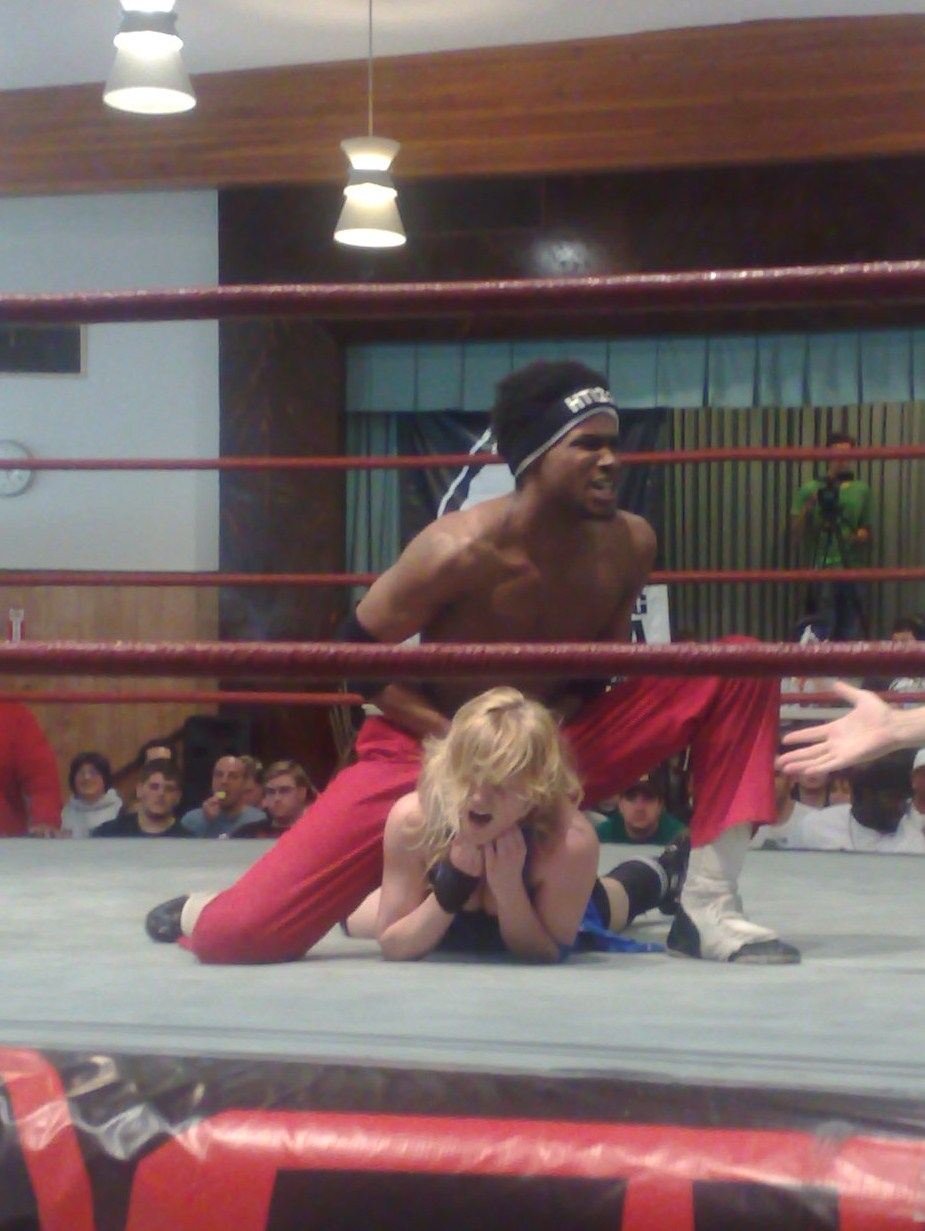
LeRae durante un combate contra Human Tornado, en febrero de 2008.

En enero de 2008, Tornado, Claudio Castagnoli, y Eddie Kingston vencieron a LeRae, Kasssius, y Necro Buthcer en una lucha por equipos, como castigo ante su derrota Candice debía enfrentar a Tornado en una lucha de uno contra uno, de la cual Kassius Ohno estaba vetado de ringside, la lucha terminó por descalificación después de la intervención de Ohno LuFisto se Introdujo a la rivalidad en marzo para formar equipo con Tornado, derrotando a LeRae y Kassius. La noche siguiente, LeRae venció LuFisto en una luch aindividual. LeRae continuó en el storyline entre Kassius y Tornado por un par de meses más.
A finales del año LeRae participó en muchas luchas mixtas donde enfrentó a TJ Perkins y Echar Taylor. En 2009, LeRae inició una rivalidad con Christina Von Eerie basándose en que LeRae había vencido a Christina hace más de un año en la primera lucha femenil de PGW. A inicios de 2010 Candice y Von Eerie formaban equipos con distintos hombres para enfrentarse la una a la otra, finalmente la rivalidad terminó en junio cuando LeRae venció a Von Eerie. En Kurt RussellReunion 2 en enero de 2011, LeRae era parte del equipo ganador de la lucha de cuatro contra cuatro. En PWG DDT4 el 3 de abril de 2011, Candice ganó el Joey Ryan invitational Gauntlent Match, para determinar al retador por el PWG World Championship en contra Ryan, más tarde que noche misma, sin embargo fue derrotada. Finalizando por luchar esporádicamente en PWG entere 2012 y 2013, principalmente en luchas de equipo, ganando también el Kurt RussellReunion 3 en enero de 2012.
LeRae se alió con Joey Ryan en octubre de 2013 y ambos perdieron ante The Young Bucks (Mate y Nick Jackson), y en enero de 2014 participaron en el Dynamite Duumvirate Tag Team Title Tournament, pero fue eliminada en la primera ronda por Adam Cole y Kevin Steen. El 28 de marzo de 2014 en Vórtice de Misterio 2, Candice perdió ante Adam después de haberlo retado por su Camepeonato.
El 27 de julio, LeRae y Ryan derrotaron a The Young Bucks en una Guerrilla Warfare Match, coronándose como los nuevos PWG World Tag Team Champions. Conocidos como Cutest Couple in the World, ambos tuvieron su primera defensa titular el 29 de agosto, en un Triple Threat Tag Team Match, derrotando a The Inner City Machine Guns (Rich Swann y Ricochet), y al equipo de Christopher Daniels y Frankie Kazarian. La noche siguiente, Candice se unió a la PGW Battle of Los Angeles (2014), donde derrotó a Rich Swann en la primera ronda, para terminar perdiendo ante Johnny Gargano en los cuartos de final. LeRae y Ryan terminaron el año con defensas exitosas ante Chuck Taylor  y Johnny Gargano en octubre, y Daniels y Kazarian en diciembre. Candice y Joey perdieron los campeonatos ante Monster Mafia (Ethan Page y Josh Alexander), el 22 de mayo de 2015. El último combate de LeRae en PWG, tomo lugar el 16 de diciembre de 2016 en Mystery Vortex IV, donde hizo una aparición sorpresa, perdiendo contra Trent?.

### Alternative Wrestling Show (2007–2009)
LeRae empezó a luchar para Alternative Wrestling Show (AWS) en diciembre de 2007. En mayo de 2009,  participó en un torneo para coronar a la nueva AWS Women's Champion;  derrotando a Kitana Vera y Christina Von Eerie en camino a la final, donde derrotó a Erica D' Erico y Morgan en una Triple Amenaza por el Campeonato. Defendió exitosamente el título en contra Carla Jade, Nikki, y Von Eerie, hasta que el 6 de septiembre, Von Eerie la derrotó perdiendo así el campeonato.

### Otras promociones (2008–2014)
En 2008 luchó para National Wrestling Alliance (NWA) donde intento ganar el NWA Women's Chmapionship, pero fue derrotada por Kia Stevens, que era la campeona . En 2011, LeRae empezó competir para NWA Campeonato Wrestling de Hollywood, donde desarrolle una contienda con Buggy.
LeRae luchó para Total Nonstop Acción Wrestling (TNA) en TNA Turning Point en 2013, retando a Gail Kim por el Campeonato de las Knockouts, sin embargo salió derrotada
En septiembre de 2013, LeRae debutó en Combat Zone Wrestling (CZW), haciendo equipo con Greg Excellent, sin embargo fueron derrotados por Cherry Bomb y Braxton Sutter. Regresó a CZW en febrero de 2014, perdiendo una lucha contra Kimber Lee. A inicios de mayo retó a Shane Strickland por el CZW Wired Television Championship, pero fue derrotada.
Candice comenzó a luchar para Family Wrestling Entertainment (FWE) más tarde en 2013 su compañero equipo misterioso para el Open Weight Grand Prix Final event resultó ser Joey Ryan, El 3 de octubre junto a Ryan derrotó a Ivelisse Vélez y Tommy Dreamer en Refueled Night Two, gracias a la interferencia de Drew Galloway, al día siguiente derrotaron a Christina Von Eerie y Carlito. Más tarde la misma noche, LeRae emitió un desafió a Ivelisse Vélez, logrando derrotarla para coronándose por primera vez como FWE Women's Champion. Tuvo defensas exitosas contra Veda Scott en No Limits . El mes siguiente, LeRae y Ryan perdieron contra a Veda y Paul London, por lo que LeRae perdió el Campeonato Femenino.

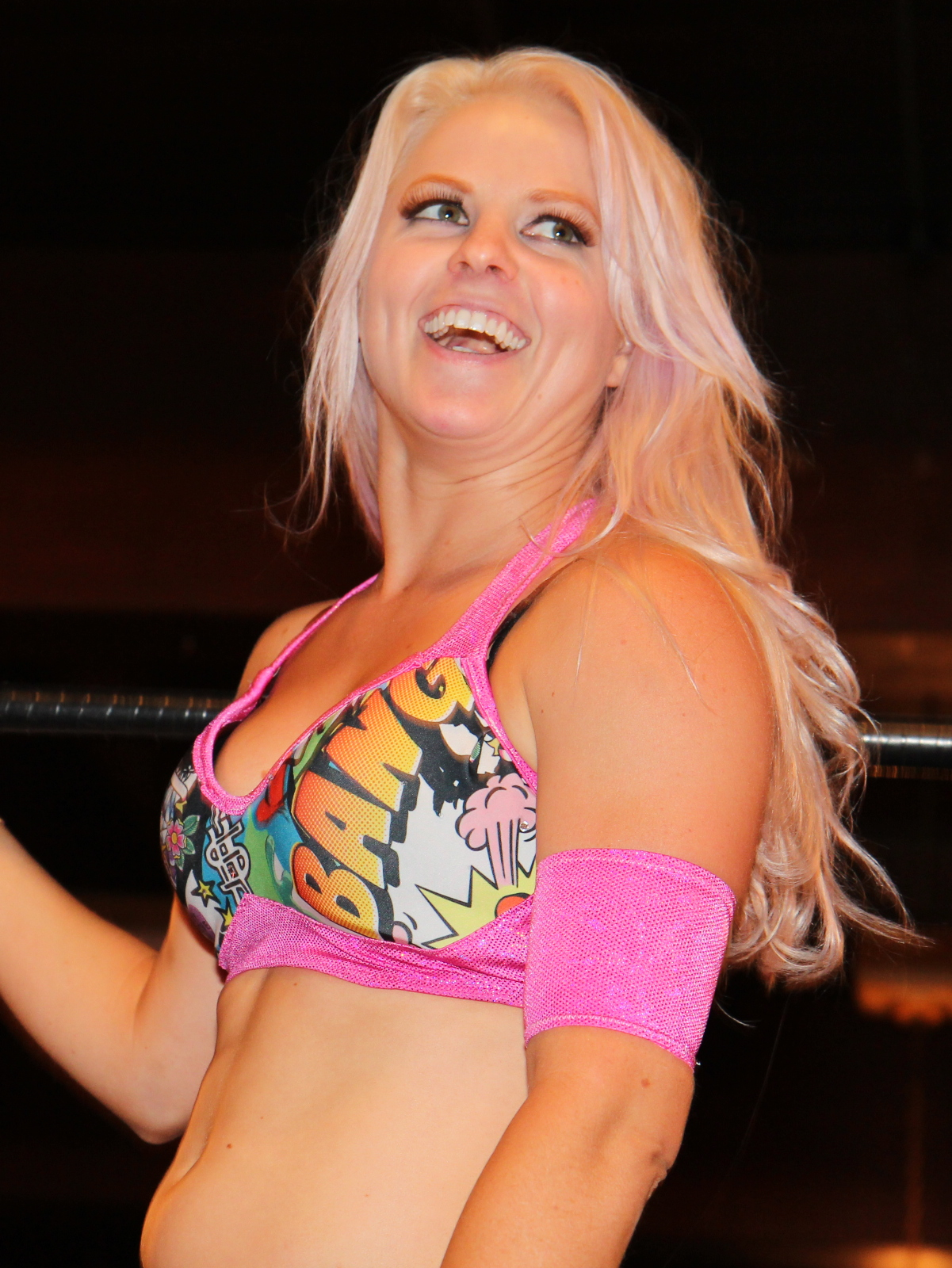
Fotografiada en 2014.

El 10 de mayo de 2014, LeRae y Joey Ryan compitieron para WSU King y Queen of the Ring, derrotando a los equipos de Drew Gulak y Kimber Lee y JT Dunn y Shelly Martínez, sin embargo fueron eliminados por Matt Tremont y Mickie Knuckles. El 7 de junio del mismo año ganó el Dream Wave Wrestling's Tag Team Championship junto a Joey Ryan, pero perdieron el título al día siguiente.
LeRae apareció en Full Impact Pro (FIP) el 22 de junio, formando equipo con Ivelisse Vélez para intentar ganar el Shine Tag Team Championship, sin embargo fueron derrotadas por las campeonas  "The Lucha Sisters" (Mia Yim y Leva Bates). Hizo su debut individual el 27 de junio en Shine 20, donde derrotó a Neveah.
LeRae Compitió en Shimmer Women Athletes (Volumen 62), perdiendo ante Athena, después de su regreso a Shimer perdió ante Nikki Storm y Kay Lee Ray (en el Volumen 68 y 70 respectivamente).
Candice reapareció en ROH en 2016, perdiendo ante Deonna Purrazzo.

### WWE (2017–2022)

#### Primeras apariciones (2017–2018)
El 3 de mayo de 2017, LeRae hizo su debut televisado en el ring para WWE, participando en una batalla real que determinaría a la contendiente número uno al Campeonato Femenino de NXT de Asuka, sin embargo, no logró ganar la lucha al ser eliminada por Billie Kay. En julio, fue anunciada como una de las participantes para el Mae Young Classic. Derrotó a Renee Michelle en la primera ronda y a Nicole Savoy en la segunda ronda, pero fue eliminada en los cuartos de final por Shayna Baszler.

#### NXT (2018–2022)

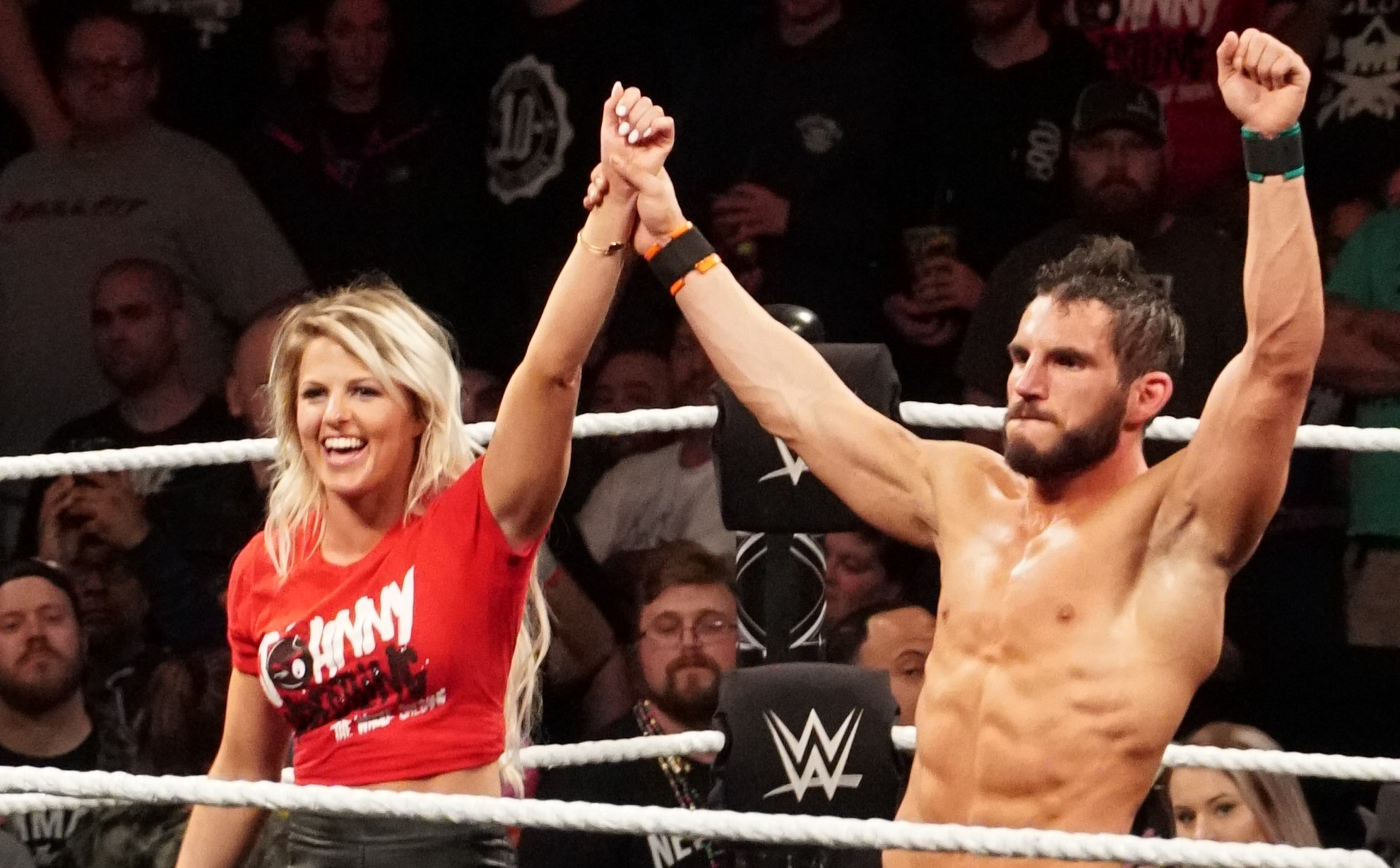
Con Johnny Gargano en NXT TakeOver: New Orleans, el 7 de abril de 2018.

El 16 de enero de 2018, WWE anunció que LeRae había firmado un contrato con la compañía. Poco después, LeRae se involucró en la pelea de su esposo Johnny Gargano con el entonces Campeón de NXT Andrade "Cien" Almas y su mánager Zelina Vega, atacando a está última. Esto llevó a una lucha entre las dos en el episodio del 18 de abril de NXT, donde LeRae derrotó a Vega. Dos semanas más tarde, ahora trabajando como competidora activa, LeRae sufrió su primera derrota ya que fue derrotada por Bianca Belair.
En julio, LeRae compitió contra Kairi Sane y Nikki Cross en una triple amenaza para determinar a la contendiente principal al Campeonato Femenino de NXT, que finalmente ganó Sane. Después de unos meses de investigación, en noviembre se reveló que Gargano era el misterioso atacante de Aleister Black, en el cual fue testigo Nikki Cross. Esto provocó una lucha entre LeRae y Cross, donde LeRae fue derrotada.
El 27 de enero participó en el Royal Rumble Match Femenino, pero minutos después sería eliminada por Ruby Riott. El 7 de abril, LeRae hizo su debut en WrestleMania, compitiendo en el WrestleMania Women's Battle Royal durante el kick-off de WrestleMania 35, donde sería eliminada por Asuka. El 11 de abril en NXT, hizo su regreso después de estar un tiempo inactiva derrotando a Aliyah. A finales de mayo LeRae se aliaría con Io Shirai, quien estaba en feudo con Shayna Baszler, Jessamyn Duke y Marina Shafir. Su alianza duraría poco ya que después de que Shirai fuese derrotada por Shayna en una steel cage match, está la atacó y cambio a Heel. Esto las llevaría a enfrentarse uno a uno en NXT TakeOver: Toronto el 10 de agosto, sin embargo salió derrotada. En septiembre LeRae ganó una oportunidad titular ante Baszler después de ganar una amenaza de cuatro contra Mia Yim, Io Shirai y Bianca BelAir. La lucha se celebró el 2 de octubre, sin embargo salió derrotada. El 22 de noviembre, haría su debut en el roster principal como parte de la guerra de marcas que dará lugar en Survivor Series. El 24 de noviembre junto a Rhea Ripley, ganó la primera WarGames entre mujeres al derrotar al Team compuesto por Baszler, Shirai, BelAir y Kay Lee Ray en el PPV homónimo.
El 26 de enero de 2020, en Royal Rumble, LeRae compitió en el Royal Rumble femenino, entrando con el #9 y siendo posteriormente eliminada por Bianca BelAir. El 8 de abril en NXT, LeRae ayudó a Johnny Gargano (quien cambió a heel en febrero) para que ganara su combate con Tommaso Ciampa, marcando el primer cambio a heel de Candice dentro de WWE. El 29 de abril en NXT, LeRae estrenó un nuevo aspecto, acompañado de un tema de entrada distinto, derrotando a Kacy Catanzaro.
Comenzando el 2021, en el 205 Live emitido el 22 de enero, junto a Indi Hartwell derrotaron a Gigi Dolin & Cora Jade en la 1.ª Ronda del Torneo Dusty Rhodes Tag Team Classic, avanzando a la 2.ª Ronda, en la que fue el primer combate Femenino en 205 Live. En la Noche 2 de NXT TakeOver: Stand & Deliver, junto Indi Hartwell se enfrentaron a TCB (Ember Moon & Shotzi Blackheart) por los Campeonatos Femeninos en Parejas de NXT, sin embargo perdieron. LeRae permaneció bajo contrato con WWE mientras se encontraba en permiso por maternidad hasta el 6 de mayo de 2022, cuando su contrato expiró después de decidir no renovarlo.

### Regreso a WWE (2022–presente)

#### Raw (2022-2024)
En el episodio del 26 de septiembre de 2022 de Raw, LeRae regreso a como face, derrotando a Nikki A.S.H. El 28 de enero de 2023 en Royal Rumble, ingresó al Royal Rumble femenino con la entrada número doce, antes de ser eliminada de la contienda por Iyo Sky.
El 27 de enero de 2024, en Royal Rumble, ingresó al Royal Rumble femenino con la entrada número cuatro, antes de ser eliminada de la contienda por The Kabuki Warriors y Bayley. El 24 de febrero en Elimination Chamber: Perth, junto a Indi Hartwell, se enfrentó sin éxito a una lucha titular por los Campeonatos Femeninos en Parejas contra The Kabuki Warriors. En el episodio del 4 de marzo de Raw, LeRae mostro actitudes de un cambio a heel cuando le contestó de mala forma a Maxxine Dupri, quien intentó animarla al verla molesta por haber estado sufriendo de varias derrotas. Esto las llevó a enfrentarse en un combate por equipos la semana siguiente en Raw, donde LeRae y Hartwell se enfrentaron a Dupri y a su compañera Ivy Nile. Durante el encuentro, LeRae nuevamente se mostró como una heel al desconcentrar a Dupri para insultarla, diciéndole que «las personas la abucheaban porque no pertenecía al ring, que el internet y las chicas del vestuario la odiaban, y que era bueno que su fallecido hermano no estuviera ahí para ver la vergüenza en la que se había convertido». Lo anterior ayudó a que Hartwell pudiera aplicarle una big boot a Dupri para conseguir la victoria. En sus combates de las semanas posteriores, una lucha por equipos entre ella y Hartwell contra Kayden Carter y Katana Chance el 18 de marzo, y un encuentro individual contra Ivy Nile el 25 de marzo, siguió realizando tácticas de heel para obtener la victoria en ambos encuentros. Justo en el episodio de Raw después de su combate contra Nile, amenazó a su compañera de equipo Indi Hartwell, quien se mostro en contra de sus acciones, con abandonarla si no apoyaba sus métodos para ganar sus luchas. Finalmente en el episodio del 15 de abril de Raw, Hartwell se unió a ella realizando una estrategia tramposa para poder derrotar a Maxxine Dupri e Ivy Nile en una lucha por equipos. En el episodio del 22 de abril de Raw, compitió en el evento principal de la noche durante una batalla real que determinaría a una nueva Campeona Mundial Femenina, pero no logró ganar, ya que fue eliminada por Maxxine Dupri.

#### SmackDown (2024-presente)

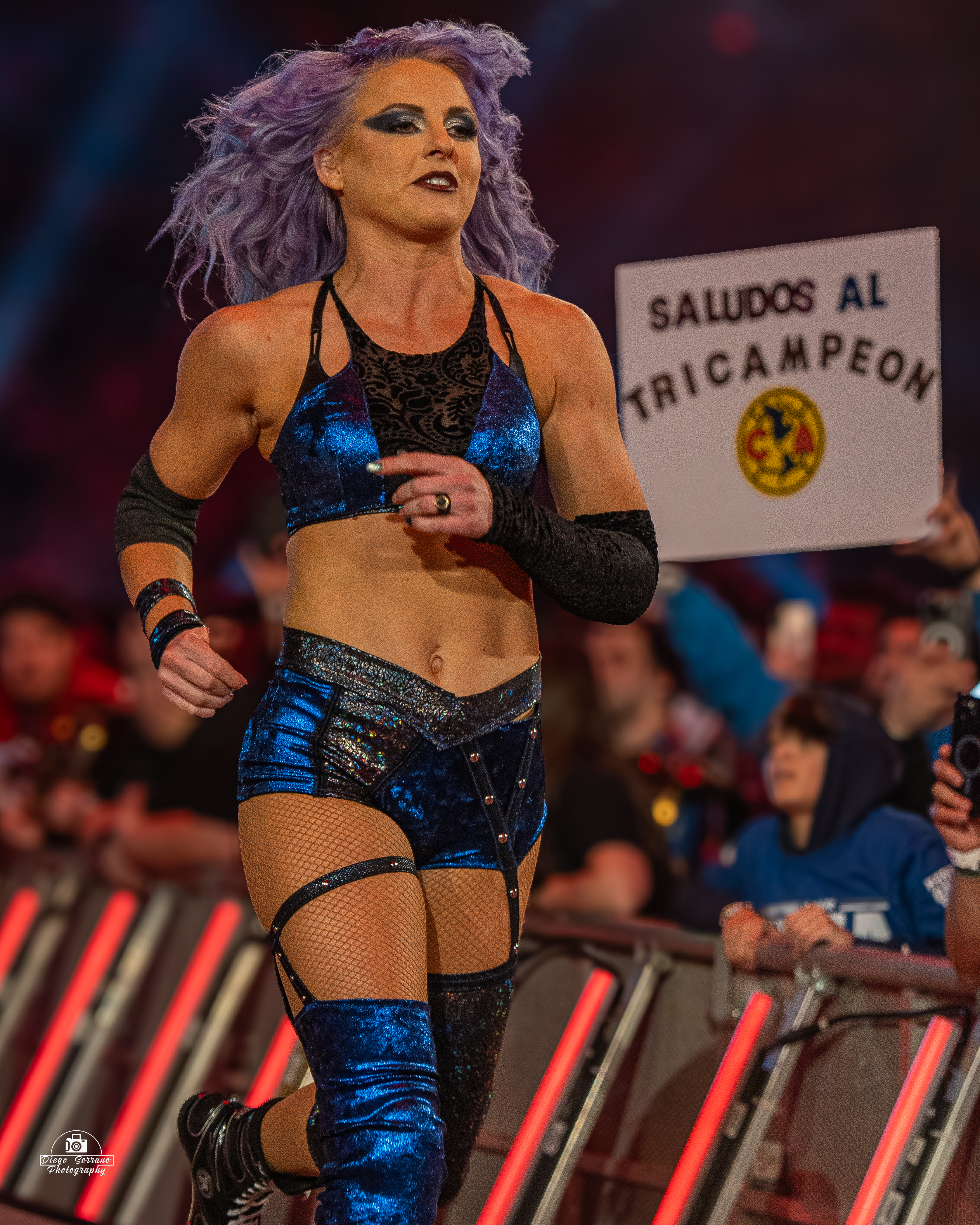
LeRae haciendo su entrada en Royal Rumble, el 1 de febrero de 2025.

En el episodio del 29 de abril de 2024 de Raw, durante la segunda noche del Draft de WWE, ella y Hartwell fueron trasladadas a la marca SmackDown. En el episodio del 10 de mayo de SmackDown, ya establecida formalmente como heel, fue derrotada por Bianca Belair en la ronda clasificatoria del torneo Queen of the Ring, aún cuando Hartwell trató de ayudarla a ganar. El 25 de mayo en el kick-off de King and Queen of the Ring, ella y Hartwell fueron derrotadas por Bianca Belair y Jade Cargill en una lucha titular por los Campeonatos Femeninos en Parejas. Durante las grabaciones del 4 de octubre de WWE Speed, derrotó a Iyo Sky de Raw para convertirse en la campeona inaugural del Campeonato Speed Femenino de WWE. Como el episodio se publicó con retraso de transmisión cinco días después, su reinado se reconoce como oficialmente iniciado el 9 de octubre. El 1 de noviembre, Hartwell liberada de su contrato por WWE, por lo que ambas trabajaron en su última lucha juntas durante un encuentro entre equipos contra Bayley y Naomi, en el que fueron derrotadas; la lucha fue grabada el 25 de octubre y se transmitió en SmackDown el día en que Indi fue despedida.
Luego de haber hecho equipo con Nia Jax unas semanas antes el 18 de octubre, desde ese momento comenzó a buscar su aprobación con intenciones de formar una alianza, lo que le provocó conflictos con Tiffany Stratton, compañera de Jax. En el episodio del 15 de noviembre de SmackDown, participó en una triple amenaza durante la primera ronda de un torneo para determinar a las contendientes principales al inaugural Campeonato Femenino de los Estados Unidos, enfrentándose contra Bayley y B-Fab sin lograr ganar; la misma noche, ayudó a Jax a derrotar a Naomi y así retener su Campeonato Femenino. En el episodio del 18 de noviembre de Raw, junto a Jax y Stratton, se unió al equipo de Liv Morgan y Raquel Rodríguez para enfrentar al equipo de Rhea Ripley, Iyo Sky, Bianca Belair, Jade Cargill (después reemplazada por Bayley) y Naomi, el 30 de noviembre en un combate WarGames en Survivor Series: WarGames. En el evento, su equipo fue derrotado.
El 1 de febrero de 2025, en Royal Rumble, ingresó a la contienda femenina con la entrada número veintitrés, de la que fue eliminada por Trish Stratus. En el episodio del 14 de febrero de SmackDown, acompañó a Nia Jax en una lucha contra Tiffany Stratton por el Campeonato Femenino de WWE, en la que interfirió a favor de Jax para evitar que fuera derrotada. Posteriormente, la ayudó a atacar a Stratton antes de ser detenidas por Trish Stratus, a quien también atacaron.

## Otros medios

### Videojuegos
| Año  | Título        | Notas                                                  | Ref.    |
| ---- | ------------- | ------------------------------------------------------ | ------- |
| 2017 | WWE Mayhem    | Para iOS y Android                                     | [ 107 ] |
| 2018 | WWE SuperCard | Juego de actualizaciones periódicas para iOS y Android | [ 108 ] |
| 2018 | WWE 2K19      | Incluida en el paquete «Rising Stars» como DLC         | [ 109 ] |
| 2019 | WWE 2K20      |                                                        | [ 110 ] |
| 2019 | WWE Universe  | Para iOS y Android                                     | [ 111 ] |
| 2022 | WWE 2K22      |                                                        | [ 112 ] |
| 2023 | WWE 2K23      | Añadida en la actualización 1.10 del juego             | [ 113 ] |
| 2024 | WWE 2K24      |                                                        | [ 114 ] |

## Vida personal
LeRae se comprometió con su novio Johnny Gargano en enero de 2016 y se casaron el 16 de septiembre de ese año. También es una gran fanática de Disney y el Anaheim Patos.
El 12 de agosto de 2021 anunció que estaban esperando un hijo. Su hijo Quill nació el 17 de febrero de 2022.

## Campeonatos y logros
- Alternative Wrestling Show
  - AWS Women's Championship (1 vez)[1]

- Dreamwave Wrestling
  - Dreamwave Tag Team Championship (1 vez) – con Joey Ryan[1]

- Fighting Spirit Pro Wrestling
  - FSP Tag Team Championship (1 vez) – con Joey Ryan

- Pro Wrestling Guerrilla
  - PWG World Tag Team Championship (1 vez) – con Joey Ryan[21]

- Smash Wrestling
  - Torneo de oro (2015)[118]

- Wrestling Family Entertainment
  - FWE Women's Championship (1 vez)[33]

- WWE
  - NXT Women's Tag Team Championship (1 vez) - con Indi Hartwell
  - WWE Women's Speed Championship (1 vez, inaugural)

- Pro Wrestling Illustrated
  - Situada en el puesto N°33 del PWI Female 50 en 2014
  - Situada en el puesto N°22 del PWI Female 50 en 2015
  - Situada en el puesto N°18 del PWI Female 50 en 2016
  - Situada en el puesto N°23 del PWI Female 50 en 2017
  - Situada en el puesto N°62 del PWI Female 100 en 2018
  - Situada en el puesto N°65 del PWI Female 100 en 2019
  - Situada en el puesto N°34 del PWI Female 100 en 2020
  - Situada en el puesto N°47 del PWI Female 150 en 2021
  - Situada en el puesto N°165 del PWI Female 250 en 2023